# En route vers le Maroc
« Road to Morocco » redirige ici. Pour la chanson, voir (We're Off on the) Road to Morocco.
Série En route vers…
En route vers Zanzibar
(1941) En route vers l'Alaska
(1946)
Pour plus de détails, voir Fiche technique et Distribution.
En route vers le Maroc (Road to Morocco) est un film américain réalisé par David Butler, sorti en 1942.

## Fiche technique
- Titre : En route vers le Maroc
- Titre original : Road to Morocco
- Réalisation : David Butler
- Scénario : Don Hartman et Frank Butler
- Production : Paul Jones et Buddy G. DeSylva producteur exécutif (non crédité)
- Société de production : Paramount Pictures
- Musique : Victor Young (non crédité)
- Chorégraphie : Paul Oscard
- Image : William C. Mellor
- Montage : Irene Morra
- Direction artistique : Hans Dreier et Robert Usher
- Costumes : Edith Head
- Effets visuels : Farciot Edouart et Gordon Jennings
- Pays d'origine : États-Unis
- Format : Noir et blanc - Son : Mono (Western Electric Mirrophonic Recording)
- Genre : Comédie
- Durée : 82 minutes
- Dates de sortie :
  - États-Unis : 10 novembre 1942 (New York)
  - France : 4 juin 1947

## Distribution
- Bing Crosby : Jeff Peters
- Bob Hope : Orville 'Turkey' Jackson/Tante Lucy
- Dorothy Lamour : Princesse Shalmar
- Anthony Quinn : Mullay Kasim
- Dona Drake : Mihirmah
- Vladimir Sokoloff : Hyder Khan
- Mikhail Rasumny : Ahmed Fey
- George Givot : Neb Jolla
- Yvonne De Carlo : Servante

Acteurs non crédités :
- Leon Belasco : Yusef
- John George : Vendeur
- Cy Kendall : Vendeur de fruits
- Nestor Paiva : Vendeur de saucisses

## Chansons
Paroles : Johnny Burke - Musique : Jimmy Van Heusen
- « (We're off on the) Road to Morocco »

Chanté par Bing Crosby et Bob Hope
- « Ain't Got a Dime to My Name »

Chanté par Bing Crosby
- « Constantly »

Chanté par Dorothy Lamour
- « Moonlight Becomes You »

Chanté par Bing Crosby puis par Lamour, Hope, et Crosby